# Эрменоль, Корентан
Корентан Эрменоль (фр. Corentin Ermenault; род. 27 января 1996 в Амьене,  Франция) — французский профессиональный  трековый и шоссейный велогонщик, выступающий за проконтинентальную команду Vital Concept.

## Достижения

### Трек
2013
1-й  Чемпион Европы — Мэдисон (юниоры)
1-й  Чемпион Франции — Индивидуальная гонка преследования (юниоры)
2014
1-й  Чемпион Европы — Гонка по очкам (юниоры)
Чемпионат Франции по трековому велоспорту (юниоры)
1-й  Чемпион Франции — Индивидуальная гонка преследования
1-й  Чемпион Франции — Мэдисон
1-й  Чемпион Франции — Командная гонка преследования
2016
Чемпионат Европы по трековому велоспорту
1-й  Чемпион Европы — Индивидуальная гонка преследования
1-й  Чемпион Европы — Командная гонка преследования
1-й  Чемпион Европы — Командная гонка преследования U23
2017
1-й  Чемпион Европы — Командная гонка преследования

### Шоссе
2014
1-й  Чемпион Франции — Индивидуальная гонка (юниоры)
2016
3-й — Тур Фландрии U23
6-й — ЗЛМ Тур
7-й — Дуо Норман (вместе с Реми Каванья)
8-й — Париж — Труа
2017
1-й  - Чемпион Франции - Индивидуальная гонка U23
3-й  - Чемпионат мира - Индивидуальная гонка U23
3-й  - Чемпионат Европы - Индивидуальная гонка U23